# Кодомо

Пример аниме и манги в жанре кодомо («Дораэмон»)

Кодомо (яп. 子供, «ребёнок») — метажанр аниме и манги, целевая аудитория которого — дети в возрасте до 10-11 лет. Данный жанр является одним из наиболее старых, так как первые аниме создавались именно для детской аудитории. Отличительной особенностью жанра являются его «детскость», упрощённое идейное наполнение либо его отсутствие, характерный рисунок. Кодомо-аниме обычно не содержит фансервиса и проявлений жестокости.
Иногда кодомо-аниме ближе к европейской или американской анимации, чем к любым видам аниме — и по стилю, и по строению сериала. Тем не менее все сериалы такого рода, созданные в Японии, принято считать разновидностью аниме.
Кодомо-манга также публикуется в журналах, например, CoroCoro Comic. Популярная кодомо-манга, как и подростковая, часто становится основой для аниме и других продуктов. 
Несмотря на наличие самого жанра, сёдзё также популярен среди младшей аудитории (в основном среди девочек).

## Корея
Аналогичный кодомо жанр манхвы — мёллан манхва (кор. 명랑만화).